# 澳洲牧羊犬
澳洲牧羊犬（Australian Shepherd），是一種原產地在美國的牧羊犬、工作犬。

## 身體特徵

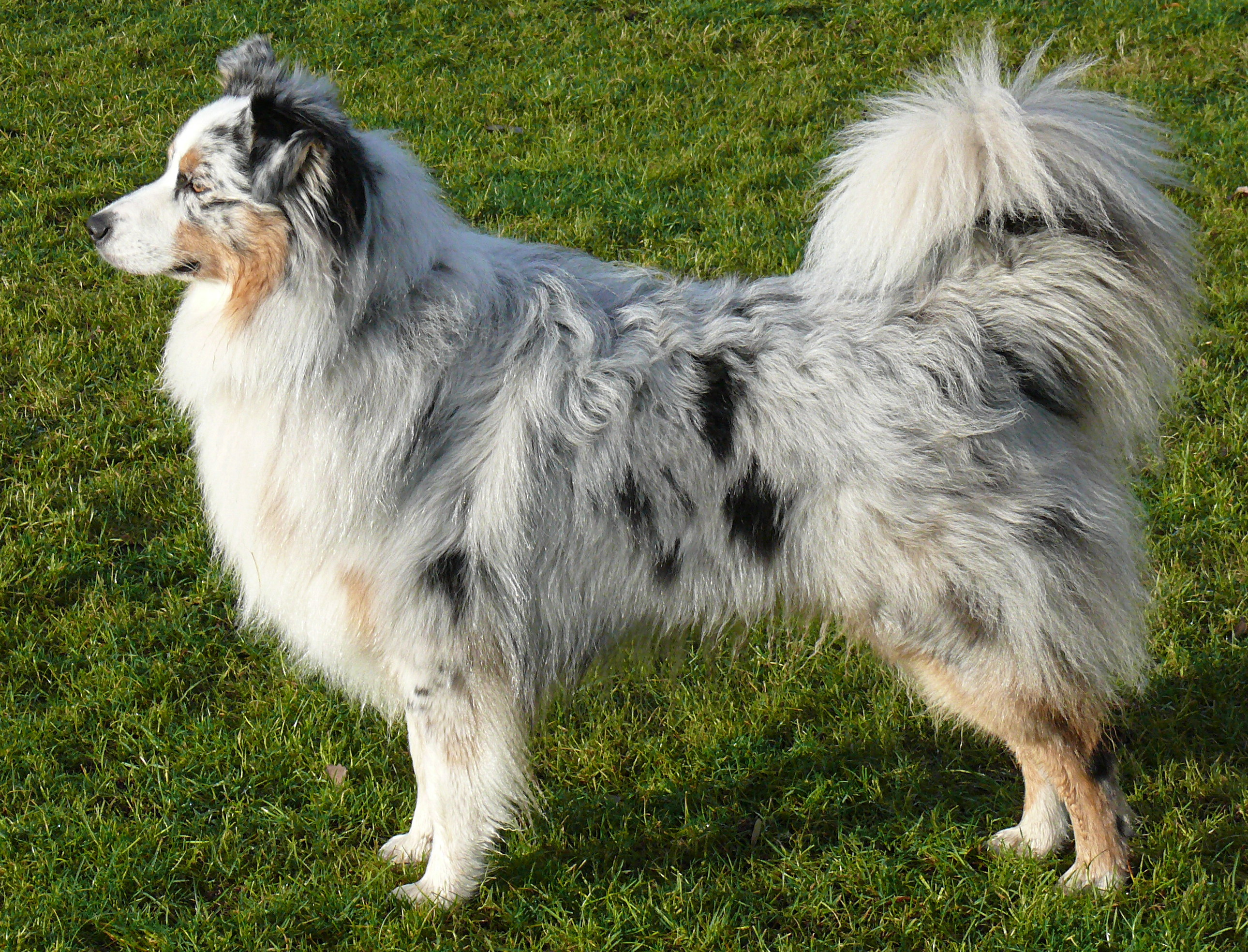
澳洲牧羊犬

### 大小
一隻成年的澳洲牧羊犬約重達30至65磅（14至29公斤）。

### 顏色

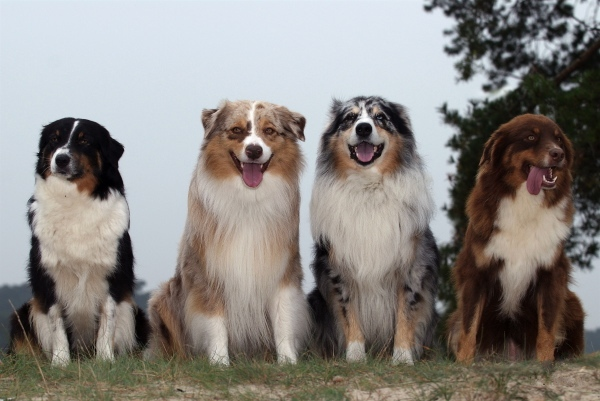
各種不同顏色的澳洲牧羊犬

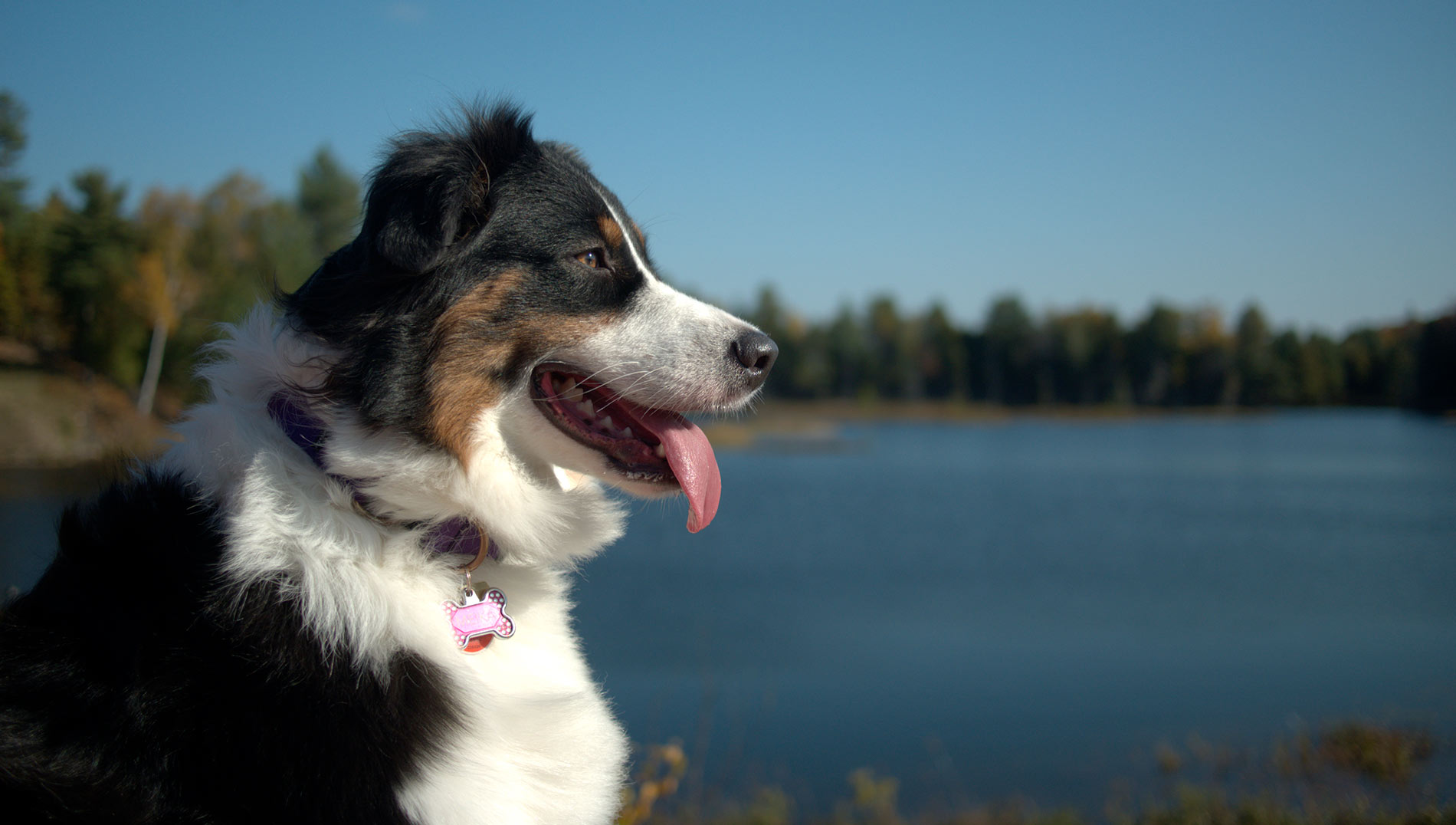
黑三色澳洲牧羊犬

## 外部連結
- 中的“澳洲牧羊犬” – An active listing of Australian Shepherd links.